# Kościół św. Andrzeja Boboli w Śnietnicy
Kościół św. Andrzeja Boboli w Śnietnicy – kościół parafialny (parafii Śnietnica) znajdujący się w województwie małopolskim, w powiecie gorlickim, gminie Uście Gorlickie. 

## Historia
Pozwolenie na budowę nowej świątyni parafii rzymskokatolickiej pw. św. Andrzeja Boboli w Śnietnicy wydał starosta gorlicki we wrześniu 2012. Wmurowanie kamienia węgielnego w budowanym kościele dokonał biskup Andrzej Jeż w dniu 29 września 2013. Kościół został wzniesiony w latach 2012–2015 według projektu inż. arch. Grzegorza Ratajskiego. Świątynię konsekrował biskup tarnowski Andrzej Jeż 3 września 2016. W ołtarzu głównym znajduje się obraz św. Andrzeja Boboli – patrona kościoła i parafii. Kościół powstał przy wsparciu parafian i sponsorów.

### Otoczenie kościoła
- Na dziedzińcu kościoła stoi figura św. Andrzeja Boboli (od 2017) jako wotum za dar nowej świątyni. Figurę poświęcił bp Stanisław Salaterski[5].
- Obok kościoła znajdują się „Dróżki Bobolowe” – przypominające życie patrona parafii. Poświęcenia ich dokonał bp Leszek Leszkiewicz 16 czerwca 2018 r.[6]
- Obok świątyni stoi dzwonnica z 3 dzwonami: pierwszy Jezus Maria Józef (15 kg) z 1756 r.; kolejny brak nazwy (20 kg), wykonany: Karol Schwabe, Biała z 1938 oraz Józef (220 kg) odlany u Janusza Felczńskiego, Ostrów z 1998 – dzwon ten poświęcił bp Józef Gucwa[7]. Dwa mniejsze dzwony są przeniesione z sąsiedniej cerkwi św. Dymitra[8].
- Przy kościele znajdują się plebania i kaplica przedpogrzebowa[9].
- Obok kościoła parafialnego znajduje się zabytkowa cerkiew pw. św. Dymitra. W latach 1947–1997 cerkiew służyła jako kościół parafialny rzymskokatolicki św. Andrzeja Boboli.